# Tusindårsskoven
Tusindårsskoven er en skov på cirka 74.000 m² i det vestlige Odense, beliggende mellem bydelene Bolbro og Sanderum. I nord er skoven afgrænset af den fynske hovedbane, i øst af to haveforeninger, i syd af Falen og i vest af Odense Eventyrgolf. Skoven blev anlagt i 1988, i forbindelse med Odense Kommunes fejring af byens tusindårsjubilæum.
Musikfestivalen Tinderbox bliver afholdt i Tusindårsskoven.